# Jocelyn Willoughby
Jocelyn Willoughby (ur. 25 marca 1998 w Newark) – amerykańska koszykarka występująca na pozycjach rzucającej lub niskiej skrzydłowej, obecnie zawodniczka Sydney Uni Flames, a w okresie letnim New York Liberty, w WNBA.
W 2016 została wybrana najlepszą koszykarką szkół średnich stanu New Jersey (Gatorade New Jersey Player of the Year).

## Osiągnięcia
Stan na 19 marca 2023, na podstawie, o ile nie zaznaczono inaczej.

### NCAA
- Uczestniczka rozgrywek II rundy turnieju NCAA (2018)
- Zaliczona do:
  - I składu:
    - konferencji Atlantic Coast (ACC – 2020)
    - najlepszych pierwszorocznych zawodniczek ACC (2017)
    - III składu CoSIDA NCAA Division I All-Academic (2020)

  - składu:
    - ACC All-Academic Team (2017–2020)
    - CoSIDA NCAA Division I All-District 3 Team (2020)

### Indywidualne
(* – nagrody przyznane przez portal eurobasket.com)
- Zaliczona do składu honorable mention ligi izraelskiej (2021)*[3]